# Mauglí – příběh džungle
Mauglí – příběh džungle (v anglickém originále Mowgli: Legend of the Jungle) je britsko-americký dobrodružný film z roku 2018. Režisérem filmu je Andy Serkis. Hlavní role ve filmu ztvárnili Rohan Chand, Matthew Rhys, Freida Pinto, Christian Bale a Andy Serkis.

## Obsazení
| Rohan Chand          | Mauglí        |
| Matthew Rhys         | John Lockwood |
| Freida Pinto         | Messua        |
| Christian Bale       | Bagheera      |
| Andy Serkis          | Baloo         |
| Benedict Cumberbatch | Shere Khan    |
| Cate Blanchett       | Kaa           |
| Tom Hollander        | Tabaqui       |
| Naomie Harris        | Nisha         |